# Carlos Figari
Carlos Alberto Figari (* 3. August 1913 in Buenos Aires; † 22. Oktober 1994) war ein argentinischer Tangopianist, Bandleader und Tangokomponist.

## Leben und Wirken
Figari hatte zunächst Klavierunterricht bei einem Lehrer in seinem Stadtteil, später am Conservatorio Troiani. Im Alter von sechzehn Jahren wurde er Mitglied im Orchester der Brüder Antonio und Gerónimo Sureda, dem außerdem Oscar Valpreda und als Sänger Alberto Tagle, später Juan Alessio, der unter dem Namen Jorge Ortiz bekannt wurde, angehörten. 1941 schloss er sich José Garcías Los Zorros Grises an, mit denen er im Folgejahr beim Label Odeon zwei Tangos aufnahm: Esta noche de luna (von García selbst und Graciano Gómez nach einem Text von Héctor Marcó mit Alfredo Rojas als Sänger) und das Instrumentalstück Retirao (von Carlos Posadas). Daneben vertrat er gelegentlich den Pianisten Marianito Mores in Francisco Canaros Orchester.
1944 wurde Figari Pianist in Astor Piazollas erstem Orchester, das bei Radio Belgrano debütierte und im Picadilly auftrat. Diesem gehörten die Geiger Hugo Baralis, Cayetano Gianni und Bibiloni Lucero, als Bandoneonisten Roberto Di Filippo, Angel Genta, Fernando Tell und Piazzolla selbst sowie José Díaz als Kontrabassist angehörten. 1947 folgte Figari José Basso im Orchester von Aníbal Troilo nach, mit dem er sieben Jahre lang im Pichuco auftrat und 98 Titel aufnahm, darunter zwei eigene Kompositionen (A la parrilla und Tecleando) und zahlreiche Kompositionen Piazollas. Außerdem hatte er mit Troilos Orchester Auftritte in den Filmen El tango vuelve a París (1948) und Mi noche triste (1952) und in Cátulo Castillos Stück El patio de la Morocha (1951).
1955 debütierte er bei Radio Splendid mit einem Orchester mit dem Sänger Enrique Dumas und Armando Calderaro als Leadbandoneonist. Mit dem Orchester trat er auch in der Confitería Montecarlo auf und spielte Aufnahmen beim Label Music Hall ein, darunter A la parrilla und Bien jaileife von Vicente Demarco nach Texten von Silvio Marinucci. Im Folgejahr begleitete er Edmundo Rivero bei Aufnahmen beim Label TK und Auftritten bei Radio El Mundo.
Im Adlon arbeitete er 1957 zunächst mit Héctor Omar, später mit Ricardo Argentino zusammen, und später im Jahr begleitete er im Radio den brasilianischen Sänger Carlos Lombardi. Ende der 1950er Jahre wechselte er zu dem Antonio Maida und Miguel Nijensohn geleiteten Sender Radio del Pueblo und begleitete dort die Sänger Enrique Dumas und Aldo Fabre. Mit Dumas entstanden Aufnahmen beim Label Disc-Jockey. Mit einem Quartett begleitete er die Sängerin Tania in ihrem Lokal Cambalache.
Am Teatro San Martín leitete Figari 1966 die Uraufführung von Enrique Cadícamos Zarzuela Juanita la popular mit den Sängern Homero Cárpena, Juan Carlos Altavista und Elena Lucena. Ende der 1960er Jahre spielte er Aufnahmen mit der Sängerin Tita Merello beim Label Odeon ein. Danach hatte er nur noch gelegentliche Auftritte im Fernsehen.